# Meurtre à Athènes
Meurtre à Athènes est le 44e roman de la série SAS, écrit par Gérard de Villiers et publié en 1976 dans la collection Plon (Presses de la Cité). Comme tous les SAS parus au cours des années 1970, le roman a été édité lors de sa publication en France à 50 000 exemplaires.
L'action se déroule courant 1976 à Athènes.
Malko Linge est chargé de découvrir pourquoi et par qui le chef de poste de la CIA en Grèce a été assassiné.

## Personnages principaux
- Malko Linge : héros du roman, Autrichien, agent contractuel de la CIA.

## Résumé
Le chef de poste de la CIA en Grèce, Henri Eagleton, a été assassiné. Par compassion à l'égard de sa veuve, Malko va essayer de découvrir pourquoi et par qui il a été exécuté.

## Autour du roman
Malko retournera en Grèce dans les aventures suivantes :
- SAS contre PKK (SAS n°135 - 1999) ;
- Le Parrain du 17 novembre (SAS n°149 - 2003).